# Picea asperata
Picea asperata (ялина драконова, кит.: Yun Shan) — вид роду ялина родини соснових. Етимологія: лат. asperatus — «грубий».

## Поширення, екологія
Країни поширення: Китай (Ганьсу, Нінся, Цинхай, Шеньсі, Сичуань). Зустрічається у високих горах західно-центральному Китаї, на висоті від 1500 м і 3800 м над рівнем моря, як правило, вище 2400 м в провінції Сичуань. Ґрунти сіро-бурі гірські підзолисті. Клімат континентальний, субальпійський, з холодною зимою і сухим літом (річна кількість опадів менше 500 мм).

## Опис
Дерево 25–40 м заввишки і до 150 см діаметром. Кора сіро-коричнева, борозенчаста, груба. Гілки коричнево-жовті або червонувато-коричневі, переходячи в коричневий або коричнево-сірий. Голки розміром 10–20 × 1–2 мм, від сірувато-зеленого до блакитно-зеленого кольору. Насіннєві шишки молодими зелені, зрілі блідо-коричневі або червонувато-коричневі, циліндричні, розміром 5–16 × 2,5–3,5 см. Насіння обернено-яйцювате, довжиною ≈ 4 мм, з 11 мм крилами. Запилення відбувається у квітні-травні, насіння дозріває у вересні-жовтні.

## Різновидності
Picea asperata var. heterolepis. Насіннєві луски 2-лопатеві на вершині.
Picea asperata var. asperata Насіннєві луски повністю або (рідко) злегка зазубрені. Листя не сизе, струнке, верхівки гострі або тупо-гострі.
Picea asperata var. aurantiaca Насіннєві луски повністю або (рідко) злегка зазубрені. Листя сизе, товсте, верхівки дещо гострі.

## Використання
Є важливим джерелом деревини в Китаї.

## Загрози та охорона
Серйозна загроза: заготівля лісу. Уряд Китаю ввів заборону на вирубку з 1998 року хвойних лісів західної частини Китаю.

## Галерея

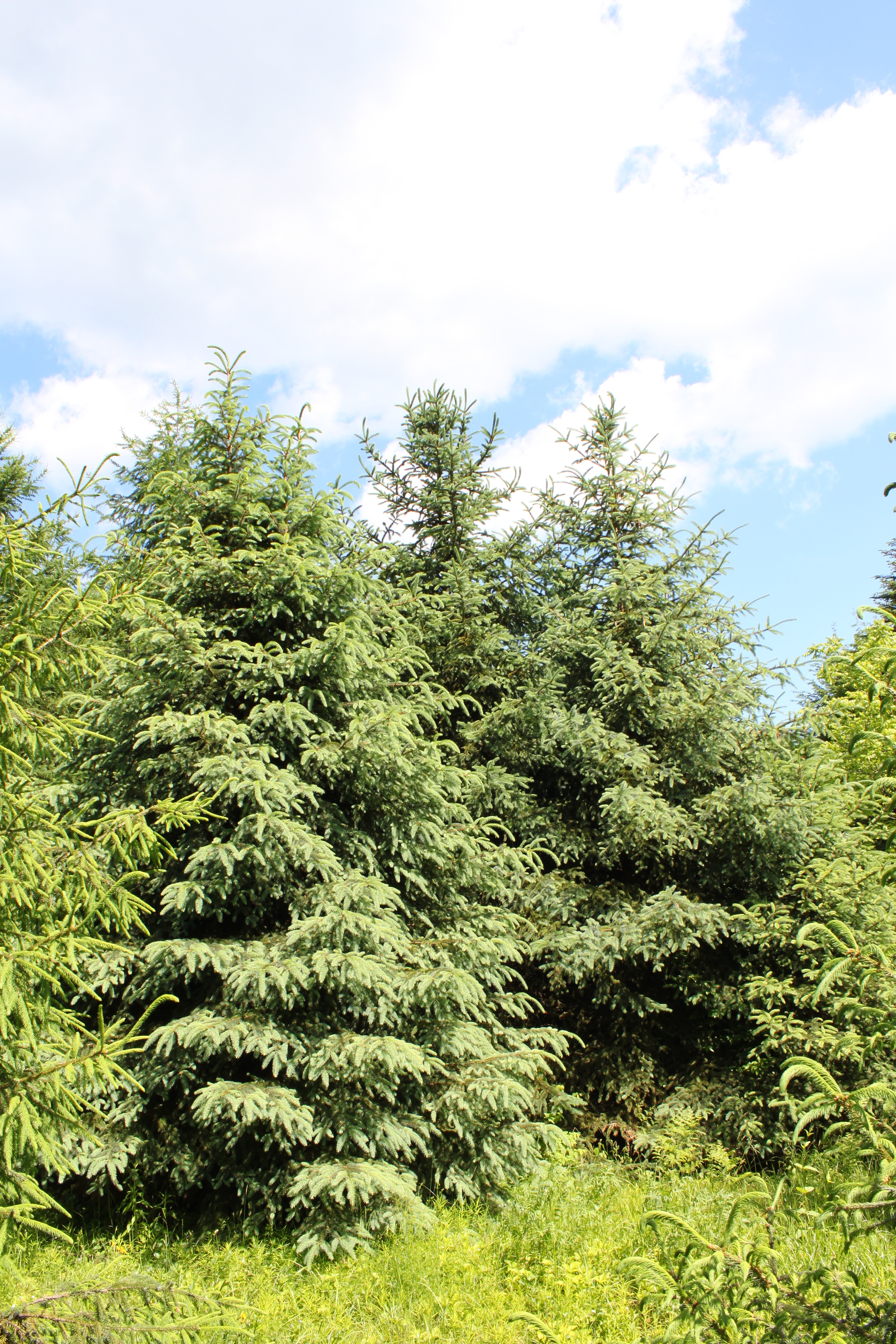
Дерева
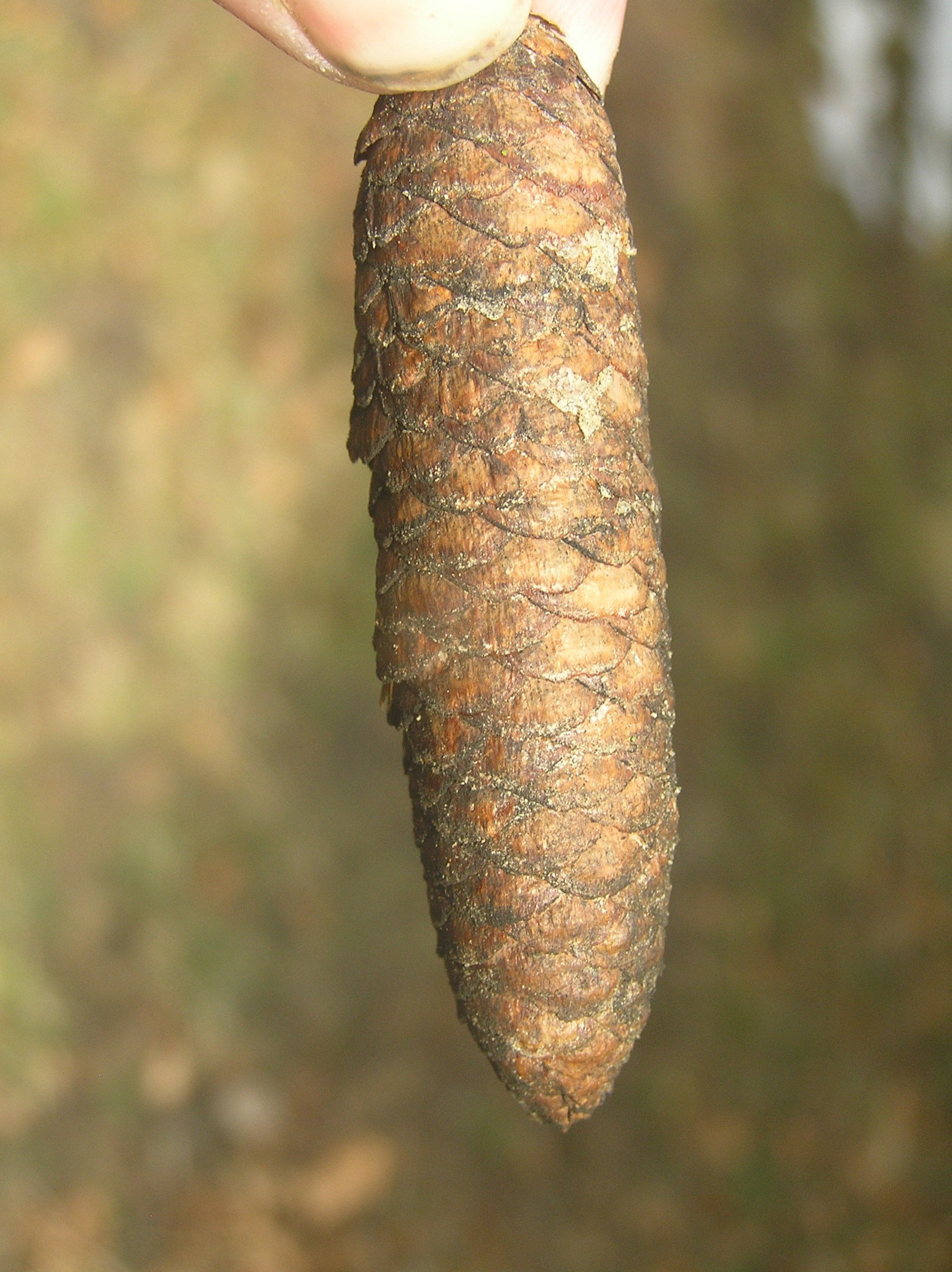
Шишка

| Соснові | Це незавершена стаття про родину соснові. Ви можете допомогти проєкту, виправивши або дописавши її. |